# Dominik Hrbatý
Dominik Hrbatý (Bratislava, 4 de janeiro de 1978) é um ex-tenista profissional eslovaco.
Hrbatý foi um dos principais jogadores eslovacos do meio tenistico, profissionalizado em 1996, e logo no seu primeiro ano, recebeu o prêmio Newcomer do ano, na carreira, conquistou um título de masters em duplas, outro nível ATP, em simples foram seis ATP Tours, no ano de 2004, alcançou o 12° posto do ranking de simples, e em duplas chegou ao N. 14. Em 22 de novembro de 2010 anunciou o fim de sua carreira para se dedicar a família.
Também representou a Equipe Eslovaca de Copa Davis, com grande performances na primeira divisão, e ainda disputou três Olimpiádas, Sydney 2000, Atenas 2004 e Pequim 2008.

## Conquistas

### ATP Masters 1000
Simples:
| Colocação    | Ano  | Campeonato  | Piso   | Oponente na final | Placar da final     |
| Vice Campeão | 2000 | Monte Carlo | Saibro | Cédric Pioline    | 6–3, 7–6(3), 7–6(6) |
| Vice-Campeão | 2006 | Paris       | Duro   | Nikolay Davydenko | 6–1, 6–2, 6–2       |

Duplas:
| Colocação    | Ano  | Campeonato | Piso   | Parceiro    | Oponente na final                 | Placar da final |
| Vice-Campeão | 2000 | Miami      | Duro   | Martin Damm | Todd Woodbridge Mark Woodforde    | 6–3, 6–4        |
| Campeão      | 2000 | Roma       | Saibro | Martin Damm | Wayne Ferreira Yevgeny Kafelnikov | 6–4, 4–6, 6–3   |

### Simples
| Legenda (Simples)      |
| Grand Slam (0)         |
| Tennis Masters Cup (0) |
| ATP Masters Series (0) |
| ATP Tour (6)           |

| Títulos por Piso |
| Dura (4)         |
| Saibro (2)       |
| Grama (0)        |
| Carpete (0)      |

Títulos (6)
| N. | Data              | Torneio                  | Piso   | Oponente na final | Placar da final |
| 1. | 10 Agosto 1998    | San Marino, San Marino   | Saibro | Mariano Puerta    | 6–2, 7–5        |
| 2. | 26 Abril 1999     | Prague, República Tcheca | Saibro | Sláva Doseděl     | 6–2, 6–2        |
| 3. | 8 Janeiro 2001    | Auckland, Nova Zelândia  | Duro   | Francisco Clavet  | 6–4, 2–6, 6–3   |
| 4. | 5 Janeiro 2004    | Adelaide, Australia      | Duro   | Michaël Llodra    | 6–4, 6–0        |
| 5. | 12 Janeiro 2004   | Auckland, Nova Zelândia  | Duro   | Rafael Nadal      | 4–6, 6–2, 7–5   |
| 6. | 23 Fevereiro 2004 | Marseille, França        | Duro   | Robin Söderling   | 4–6, 6–4, 6–4   |

Vice-Campeonatos (7)
| N. | Data             | Torneio                 | Piso    | Oponente na final   | Placar da final     |
| 1. | 29 Setembro 1997 | Palermo, Italia         | Saibro  | Alberto Berasategui | 4–6, 2–6            |
| 2. | 17 Abril 2000    | Monte Carlo, Monaco     | Saibro  | Cédric Pioline      | 4–6, 6–7(3), 6–7(6) |
| 3. | 6 Novembro 2000  | St. Petersburg, Rússia  | Duro    | Marat Safin         | 6–2, 4–6, 4–6       |
| 4. | 20 Novembro 2000 | Brighton, Reino Unido   | Duro    | Tim Henman          | 2–6, 2–6            |
| 5. | 6 Janeiro 2003   | Auckland, Nova Zelândia | Duro    | Gustavo Kuerten     | 3–6, 5–7            |
| 6. | 17 Maio 2004     | Casablanca, Marrocos    | Saibro  | Santiago Ventura    | 3–6, 6–1, 4–6       |
| 7. | 30 Outubro 2006  | Paris, França           | Carpete | Nikolay Davydenko   | 1–6, 2–6, 2–6       |